# Henrik Larsen
Pour les articles homonymes, voir Larsen.
Ne doit pas être confondu avec Henrik Larsson.
Henrik Larsen est un footballeur international danois né le 17 mai 1966 à Lyngby. Il évoluait au poste de milieu de terrain.

## Biographie

### En club
Henrik Larsen évolue au Danemark, en Italie, en Angleterre et en Allemagne.
Il dispute notamment 294 matchs en première division danoise, inscrivant 41 buts. Il réalise sa meilleure performance lors de la saison 1995-1996, où il marque onze buts.
Au sein des compétitions continentales européennes, il dispute deux matchs en Coupe de l'UEFA, et six en Coupe des coupes.

### En équipe nationale
Henrik Larsen reçoit 39 sélections en équipe du Danemark entre 1989 et 1996, pour cinq buts inscrits.
Le 2 novembre 1988, il figure pour la première fois sur le banc des remplaçants de l'équipe nationale A, mais sans entrer en jeu, lors d'une rencontre face à la équipe de Bulgarie. Ce match nul (1-1) rentre dans le cadre des éliminatoires du mondial 1990. Il joue finalement son premier match en équipe nationale le 10 février 1989, en amical contre la Finlande (score : 0-0).
En 1992, il est retenu par le sélectionneur Richard Møller Nielsen afin de participer au championnat d'Europe organisé en Suède. Lors de cette compétition, il joue quatre matchs. Il se met en évidence en marquant trois buts : un en phase de groupe contre la France, puis un doublé lors de la demi-finale remportée aux tirs au but contre les Pays-Bas. A la surprise générale, le Danemark est sacré champion d'Europe en battant l'Allemagne en finale, et Larsen termine meilleur buteur du tournoi.
Après le championnat d'Europe, Larsen marque un autre but, le 18 novembre 1992, contre l'Irlande du Nord. Ce match gagné 0-1 rentre dans le cadre des éliminatoires du mondial 1994.
En 1996, il participe à son second championnat d'Europe. Lors de cette compétition organisée en Angleterre, il joue trois matchs, mais sans inscrire de but cette fois-ci. Malgré un bilan honorable d'une victoire, un nul et une défaite, le Danemark ne dépasse pas le premier tour.
Henrik Larsen n'est ensuite plus jamais rappelé en sélection après cette dernière compétition.

## Palmarès

### En équipe nationale
- Vainqueur du championnat d'Europe en 1992 avec l'équipe du Danemark
- Meilleur buteur du championnat d'Europe en 1992 avec trois buts

### En club
- Champion du Danemark en 1992 avec le Lyngby Boldklub
- Vainqueur de la Coupe du Danemark en 1985 et 1990 avec le Lyngby Boldklub ; en 1997 avec le FC Copenhague